# Lebedinovka
Lebedinovka (kirguís y ruso: Лебединовка) es un pueblo de Kirguistán, capital del distrito de Alamudun en la provincia de Chuy. Dentro del distrito, forma un aiyl aimagy que incluye como pedanías los pueblos de Vostok y Dachnoye.
En 2009 tenía una población de 20 709 habitantes.
La localidad fue fundada en 1898. Se desarrolló a lo largo del siglo XX como parte del área urbana de la capital nacional Biskek. Aunque actualmente forma en la práctica un barrio de Biskek, sigue considerándose a efectos de gobierno local como un pueblo separado.
Se ubica en la periferia oriental de la capital nacional Biskek, en la salida de la capital de la carretera A365 que lleva a Tokmak.